# Die Spielerin (1927)
Die Spielerin ist ein deutsches Stummfilm-Melodram rund um das Glücksspiel des britischen Regisseurs Graham Cutts. Die Hauptrollen spielen Agnes Gräfin Esterházy und Harry Liedtke. Die Geschichte basiert auf einem Bühnenstück von Henry Arthur Jones.

## Handlung
Die junge Ellen ist verzweifelt. Alan, der Vater ihres Kindes, hat sich nach Monte Carlo begeben und ist dort tief in seiner Spielwut versunken. Er droht Haus und Hof zu verzocken, und scheinbar kann Ellen nichts dagegen tun. Sie will ihren Geliebten für sich zurückgewinnen und ihn zugleich von seiner Spielsucht heilen. Und so begibt sich Ellen, die eine kleine Erbschaft erhalten hat, in das dortige Casino, um selbst ihr Glück zu versuchen und die enormen finanziellen Verluste des geliebten Mannes auszugleichen. Doch bekanntermaßen gewinnt die Bank immer, und auch Ellen verliert am Roulettetisch ein ums andere Mal.
Als sich das Blatt schließlich wendet, kehrt Alan tatsächlich (vorübergehend) zu ihr zurück. Doch dann wird das Spielerin-Glück auch Ellen untreu, und ebenso schnell, wie Alan sich ihr wieder zuwendet, setzt er sich auch wieder von ihr ab. Denn Alan sucht letztlich niemand anderen als eine Frau, die ihm auf Dauer seine Sucht finanzieren kann. Am Boden zerstört, findet Ellen in dem chevaleresken Ryves einen Herrn vom Scheitel bis zur Sohle, der sich ernsthaft für sie interessiert und ihr in der Not aus dem Tal der Tränen hilft. Am Ende ist er es, der sie, die Spielerin, vor sich selbst rettet. Ellen weiß nun, dass Alan ihre Liebe nicht wert ist, und wird fortan ihr Leben an der Seite von Ryves fortsetzen.

## Produktionsnotizen
Die Spielerin entstand im zwischen dem 4. Mai und dem 28. Juni 1927 in den Filmstudios von Staaken bei Berlin, passierte die Filmzensur am 11. Juli desselben Jahres und wurde am 9. Dezember 1927 in Berlins Primus-Palast uraufgeführt. Der mit Jugendverbot belegte Sechsakter besaß eine Länge von 2250 Metern.
Die Filmbauten gestalteten Andrej Andrejew und Alexander Ferenczy. Fritz Klotzsch übernahm die Aufnahmeleitung.

## Kritik
Das Neue Wiener Journal befand: „Die Handlung […] ist von außerordentlich starker Spannung getragen und in der Wiedergabe des Milieus, der Stimmung, die über dieser Welt des Hasards liegt, der von Aufregung, Nervosität und Leidenschaft erfüllten Atmosphäre, von stärkster Wirkung. […] Agnes Esterhazy verleiht dieser Frauengestalt eine überaus sympathische Persönlichkeit und wirkt durch ihre Anmut ebenso wie durch ihr ausgeglichenes, beseeltes Spiel. In Harry Liedtke besitzt sie einen Partner, der in der Rolle des ritterlichen, gütigen Menschen, den ganz besonderen Beifall seiner zahlreichen Verehrer hervorrufen wird.“